# André Jondeau
André Jondeau, né au Creusot le 24 novembre 1934 et mort à Créteil le 28 mars 2006, est un éditeur français, ancien directeur général des éditions de l'Atelier.

## Biographie
Ouvrier tourneur chez Schneider, il milite activement à la Jeunesse ouvrière chrétienne, puis monte à Paris en 1957 comme dirigeant de l'Action catholique des enfants (« Cœurs vaillants »). Il milite également au PSU.
En 1976, il devient directeur commercial des Éditions ouvrières (qui deviendront par la suite les éditions de l’Atelier), puis directeur général en 1985. Il soutient fortement le projet de Dictionnaire biographique du mouvement ouvrier de Jean Maitron, avec qui il s'est lié d'amitié.
De 1977 à 1995, André Jondeau est également maire adjoint (délégué à l’Information et à la Communication, puis aux Affaires sociales) de Villiers-sur-Marne, où il préside aussi le centre social.
Dans les années 1970, il fonde l'association « Circuits courts » visant à rapprocher les producteurs de qualité des consommateurs, en animant des marchés dans la banlieue Est de Paris.
En avril 1998, il crée (avec Stéphane Bouzerand) les Éditions de la Toison d’Or, maison indépendante spécialisée dans les itinéraires spirituels et militants.